# SMAP☆加油!!
《SMAP☆加油!!》（日语：SMAP☆がんばりますっ!!）是日本朝日電視台及朝日電視網於2009年到2013年播出的一檔直播類綜藝特別節目，同時也是日本男子偶像組合SMAP的冠名節目之一。節目採用立體聲和文字多重放送播出。

## 主持陣容

### 主持人
- SMAP
  - 香取慎吾（主要主持）
  - 中居正廣
  - 木村拓哉
  - 稲垣吾郎
  - 草彅剛

### 助理主持
- 大下容子（日语：大下容子）

### 旁白
- 森功至（第5期）
- 垂木勉（第5期）
- 平野義和（日语：平野義和）（第5期）
- 立木文彦
- 木村匡也（日语：木村匡也）（第5期）
- 平井誠一（日语：平井誠一）
- 萩野志保子（第5期）

## 特別來賓

### 第一期
SMAP Episode 0

| - 高畑岬 - 清水圭 | - 中島健人 - 夏木豐 | - 岸孝良 - 森脇健児 | - 森健 - 菊池風磨 |

復活 D-1大獎賽

| - 草彅剛 | - 本間高 | - 谷口宏幸 | - 仲野哲郎 | - 林省吾 |

木村拓哉的“全力坡”
- 塔摩利

假面骑士G

| - 釈由美子 - 横山一敏 - 藤田慧 | - 上地雄輔 - 永徳 - 哀川翔 | - 村上幸平 - 高橋光 - 唐橋充 | - 松田賢二 |

“鶴瓶·草彅的瘋狂宣言‘我會努力的。’”復活特輯
- 笑福亭鶴瓶
- 香取慎吾

“欽，你在哪裡？”復活特輯

| - 萩本欽一 - 慎吾媽媽 | - 高橋真美 - 関根勤 | - 小堺一機 - 見榮晴 |

### 第二期
元旦跨年假期只有番茄沒有大和號的男人

| - 佐佐木功 - 香取慎吾 - 稲垣吾郎 | - 草彅剛 - 平泉成 - 唐澤壽明 |

24小時挑戰卡拉OK百分賽
- 石川小百合
- 都春美

草彅剛的“全力坡”
- 木村拓哉

### 特别篇
註：演員的姓名即片中角色的姓名。
嫌疑者
- 中居正廣（地下堡壘的統治者）
  - 案發后，逃至某荒島。據悉，他與被害人關係密切。
- 木村拓哉（吃番茄的吸血鬼）
  - 因為不明原因愛上了吃番茄，所以生活中充滿了各色番茄。被害人的鄰居
- 稲垣吾郎（KTV包房的住客）
  - 案發后，因為未知原因在KTV包房內繼續唱歌。
- 草彅剛（全力奔跑的男人）
  - 案發后，不知何故在城市周圍奮力奔跑。
- 香取慎吾（神秘的繩文人）
  - 案發后，變裝成繩文人前往無名島。後來在無名島上製作繩紋時代的陶器。

被害人
- 大下容子（朝日電視台主播）
  - 從某人手裡得到一枚毒番茄，他們因為食用毒番茄而死亡。

警察
- 平泉成
  - 大下容子謀殺案的負責警官。
- 堀内敬子
  - 搜查本部警官。在本部從事支持工作。
- 豊田孝治（日语：豊田孝治）
  - 搜查本部警官。負責跟蹤嫌疑人SMAP。
- 温水洋一
  - 一個過去未被發現的潛入調查人員。

其他

| - 戴夫·斯派克 - 寺崎貴司 | - 水戶井清子 - 大木優紀 | - 長谷川昌子 - 堂真理子 |

### 第三期
五人自由接力投籃大賽
- 五十嵐圭
- 田畑祐一

SMAP元氣歌曲BEST 10
- 羽鳥慎一（日语：羽鳥慎一）[1]

SMAP元氣演出Live

| - KinKi Kids（堂本光一、堂本剛） - 瀧與翼（瀧澤秀明、今井翼） - 龜梨和也、田中聖（KAT-TUN） | - 八乙女光、薮宏太（Hey! Say! JUMP） - 藤谷太輔、玉森裕太（Kis-My-Ft.2） |

### 第四期
24小時挑戰全國連鎖KTV SMAP歌曲演唱最高分
- 森昌子

### 第五期
SMAP成為電視台新員工并潛入內部，窺探一切秘密！
- 早河洋（日语：早河洋）
- 木村拓哉的《突然！黃金傳說》攝影師：大島秀一（研修負責人）、品本幸雄（採點負責人）、U字工事
- 草彅剛的主播部研修：田畑祐一、森下桂吉、宮嶋泰子、林美沙希、弘中綾香、[2] 山本清（採點負責人）
- 藤川克平（採點負責人）
- 松本仁司（採點負責人）
- 愛宕康志（採點負責人）

從日本青年女足對拿下1分的奇跡
- 仲田歩夢、平野里菜、武仲麗依、田中陽子、道上彩花
- 中山雅史
- 解説：松木安太郎

## 外部連接
- 《SMAP☆加油!!》官方網站（页面存档备份，存于）（日語）
- 毒番茄殺人事件（日語）